# Sonal Chauhan

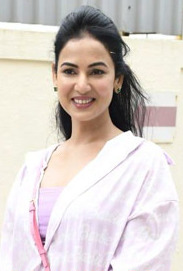
Sonal Chauhan, 2023

Sonal Chauhan (Hindi सोनल चौहान Sonal Cauhān; geb. am 16. Mai 1987) ist eine indische Filmschauspielerin, Sängerin und ein Model. 

## Leben

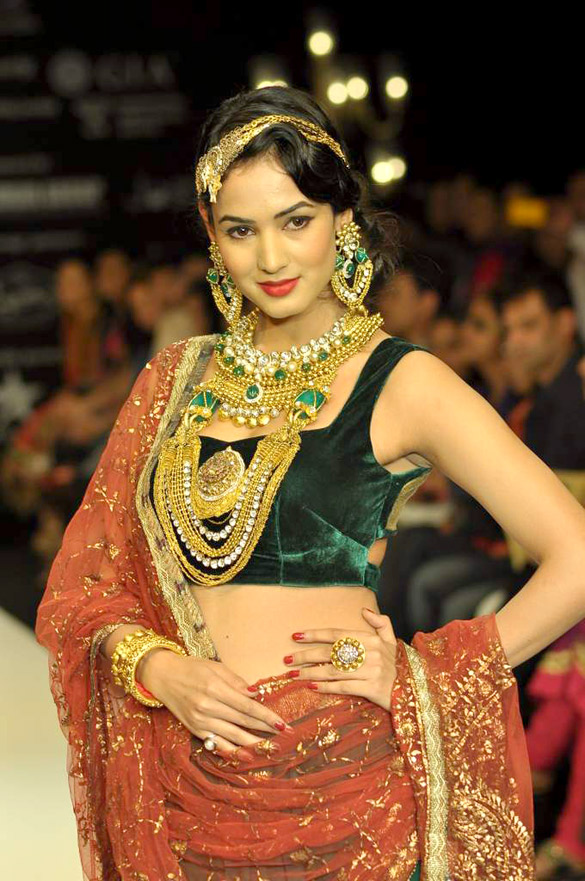
Sonal Chauhan, 2012

Chauhan stammt aus einer Rajputen-Familie aus dem Bundesstaat Uttar Pradesh und schloss ihre Schulzeit in Delhi ab. Danach zog sie nach Mumbai und arbeitete als Model. Zugleich studierte sie Philosophie. 2005 gewann sie den Schönheitswettbewerb Miss World Tourism.
2008 gab sie ihr Filmschauspieldebüt mit dem Hindi-Film Jannat: In Search of Heaven; der Film wurde in Indien ein großer Hit.
Für ihre Debütrolle in Jannat: In Search of Heaven wurde Chauhan 2009 für den Filmfare Award und Stardust Award als beste Debütschauspielerin bzw. künftiger Filmstar nominiert, bei den Annual Kalakar Awards wurde sie für die Rolle als beste Schauspielerin ausgezeichnet. 2017 wurde sie als Best Promosing Actress ausgezeichnet.
Nach ihrem Debüt im Hindi-Kino mit Jannat gab Chauhan im selben Jahr hier Debüt in dem Telugu-Film Rainbow. 2015 gab sie ihr Tamil-Debüt in Size Zero (Inji Iduppazhagi).

## Filmografie

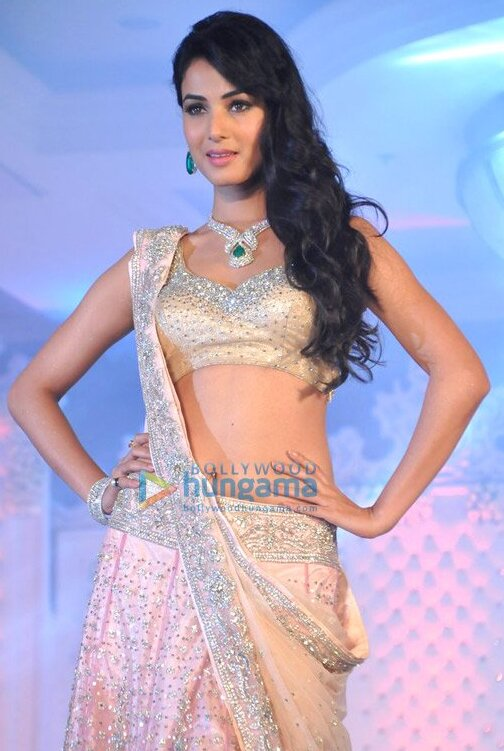
Sonal Chauhan, 2013

### Filme und Fernsehserien
- 2008: Jannat: In Search of Heaven
- 2008: Rainbow
- 2010: Cheluveye Ninna Nodalu
- 2011: Solange ich da bin
- 2012: Pehla Sitara
- 2013: 3G: A Killer Connection
- 2014: Legend
- 2015: Pandaga Chesko
- 2015: Sher
- 2015: Size Zero (Inji Iduppazhagi)
- 2016: Dictator
- 2016: Ankit Tiwari: Badtameez
- 2018: Paltan
- 2018: Jack & Dil
- 2019: Skyfire (Fernsehserie)
- 2019: Ruler
- 2021: The Power
- 2022: F3: Fun and Frustration
- 2022: The Ghost
- 2023: Adipurush
- 2024: Dard

### Musikvideos
- 2020: Arjun Kanungo: Fursat Hai Aaj Bhi
- 2023: B Praak: Mal Mal

## Auszeichnungen
Filmfare Awards

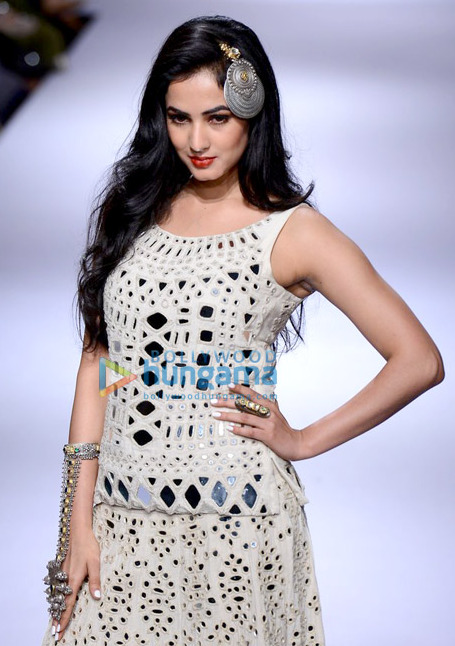
Sonal Chauhan, 2014

- 2009: beste Debüt-Schauspielerin, für Jannat: In Search of Heaven (nominiert)[4]

Stardust Awards
- 2009: Superstar of Tomorrow - weiblich, für Jannat: In Search of Heaven (nominiert)[4]
- 2012: Breakthrough Performance - weiblich, für Solange ich da bin (nominiert)[4]

TSR-TV9 National Film Awards
- 2017: Best Promosing Actress (Gewinner)[4]

Annual Kalakar Awards
- 2009: Beste Schauspielerin (Gewinnerin), für Jannat: In Search of Heaven[4]